# Malik Schah I.

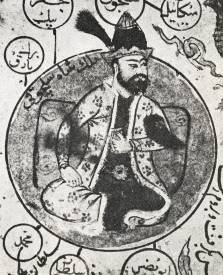
Sultan Malik-Schah I.

Dschalal ad-Daula wa-d-Din Abu l-Fath Malik-Schah (I.) (persisch جلال الدولة والدين أبو الفتح ملكشاه, DMG Ǧalāl ad-Daula wa-d-Dīn Abū l-Fatḥ Malik-Šāh, türkisch Melikşah; * 1055; † 20. November 1092) war ein Sohn Alp Arslans und ab 1072 Seldschuken-Sultan. Sein Name Malik-Schah ist eine Zusammensetzung aus arabisch ملك, DMG Malik ‚König‘ und persisch شاه, DMG Šāh, ‚Herrscher‘.
Seine Nachfolge wurde von seinem Vater bereits bei einer Familienversammlung 1066 proklamiert, als verschiedene Statthalterposten im Osten verteilt wurden. Sie wurde in erster Linie von seinem Onkel Qawurd († 1073/4) bestritten, der sich auf sein Recht als Ältester der Familie berief und in einer dreitägigen Schlacht bei Karadsch in der Nähe von Hamadan besiegt werden musste. Die Schlacht erwies sich als Nagelprobe für Malik-Schah, denn Qawurd bekam viel Sympathie von Malik-Schahs Truppen, sodass eine offene Revolte drohte. Eine Schlüsselrolle bei den Ereignissen spielte Malik-Schahs Atabeg, der erfahrene Wesir Nizam al-Mulk, dessen rasche Aktionen seinem Schützling die Anerkennung des Kalifen und die Provinz Chorasan mit ihren Einkünften sicherten und der zudem die Hinrichtung Qawurds empfahl.
Nach dem Sieg seines Vaters in der Schlacht von Mantzikert 1071 eroberte er den größten Teil Anatoliens, das zuvor zum Byzantinischen Reich gehört hatte. Er erweiterte die seldschukische Macht auf Kosten der Fatimiden nach Syrien und konnte Philaretos Brachamios 1087 Edessa entreißen. Analog dazu setzte er Vertreter in Damaskus (Tutusch I.), Edessa, Aleppo (Aq Sunqur) und Antiochia (Yaghi-Siyan) ein.
Nach der Eroberung von Antiochia nahm Malik-Schah, wie bereits assyrische und sassanidische Könige vor ihm, bei St. Simeon an der Orontesmündung ein Bad im Mittelmeer – zu Pferd und in voller Rüstung. Danach ließ er Sand von der Küste aufsammeln und auf das Grab seines Vaters Alp Arslan in Merw streuen, um ihm zu zeigen, dass sein Sohn alle Länder bis zum Rande der Erde eingenommen habe.
Während seiner Regentschaft kam es zu einer ersten Blütezeit. Naturwissenschaftliche (insbesondere mathematische) Studien wurden ebenso großzügig gefördert wie die Literatur. Niẓām ul-Mulk, 1072–92 Großwesir unter Malik-Schah und ein bedeutender Schriftsteller, gründete in Bagdad die erste sunnitisch-islamische Universität Niẓāmiya. 1073 beauftragte er den Universalgelehrten Omar Chayyām mit dem Bau des Malik-Schah-Observatoriums in seiner Residenzstadt Isfahan und der Erstellung eines Sonnenkalenders. Auf den entsprechenden Berechnungen dieser Kalenderreform beruht der moderne iranische Kalender. Im Weiteren wurden zahlreiche Moscheen wie z. B. die Große Moschee von Diyarbakır, Mausoleen (türk. türbe), Karawansereien, Hospitäler sowie Asyle für Waisen und Arme errichtet.
Die Beziehungen zwischen Seldschuken und dem nominell herrschenden Kalifen in Bagdad, dessen Vertreter und Feldherr der Seldschukensultan offiziell war, wurden zunehmend spannungsgeladen. Auch das Verhältnis zum berühmten persischen Wesir Nizam al-Mulk verschlechterte sich sehr. Bevor es zu einem Konflikt kommen konnte, wurde Nizam al-Mulk aber von den Assassinen ermordet.
Der Sultan selbst wurde 1092 von einer seiner Ehefrauen vergiftet. Grund waren die Streitigkeiten unter den Ehefrauen um die Nachfolge des Sultans. Nach seinem Tod zerfiel das Seldschukenreich in kleinere Staaten, die sich zumeist feindlich gegenüberstanden. In Anatolien folgte ihm Kilitsch-Arslan I., in Persien Mahmud I. und in Syrien sein Bruder Tutusch I. Die Uneinigkeit der Seldschukenreiche war einer der Gründe für den unerwarteten Erfolg des Ersten Kreuzzugs, der kurze Zeit später, 1096, begann. Die Söhne von Malik Schah waren Berk-Yaruq, Muhammad I. Tapar und Ahmad Sandschar.
Seine Tochter Māh-e Mulk hatte den 27. Abbasiden-Kalifen al-Muqtadi (1056–1094, reg. 1075–1094) geheiratet, seine Tochter Ismah Chatun heiratete dessen Nachfolger al-Mustazhir bi-'llah (1078–1118, reg. 1094–1118).